# Hydromantie

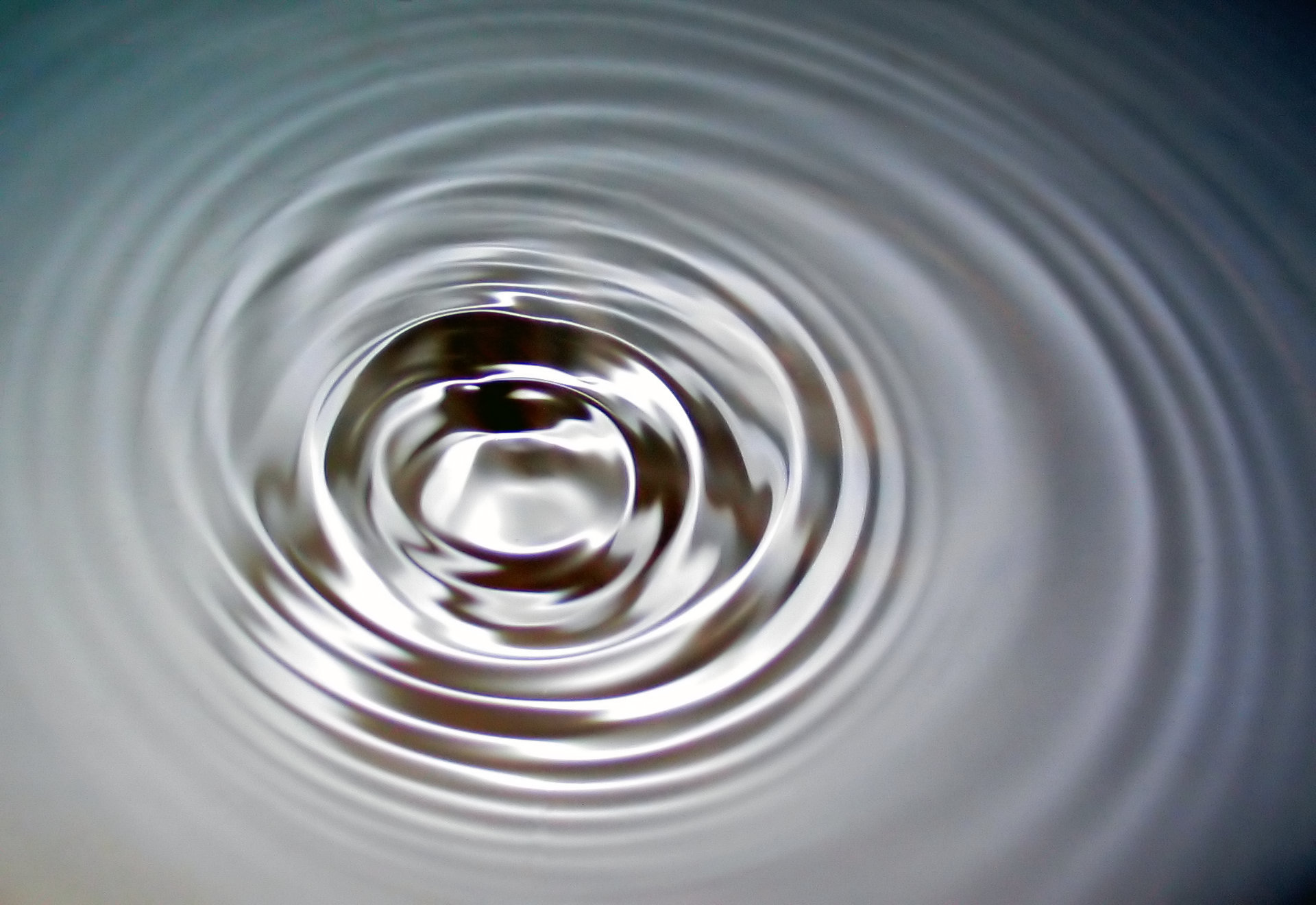

Hydromantie is voorspellen met behulp van water.
De term omvat verschillende methoden van waarzeggerij, variërend van vormen van kristalkijken met behulp van een grote of kleine poel van water naar een toepassing van pendelen waarbij een trouwring als een slinger aan een draadje wordt gehangen boven een glas water.
Hydromantie is in principe hetzelfde als voorspellen met behulp van een kristal of een spiegel. In de Klassieke oudheid was een natuurlijk gevormd bassin in een rotsholte, of een lopende beek een favoriet medium. Met water als medium interpreteert men de bewegingen en weerspiegelingen van het water. Ook het voorspellen met behulp van drijvende theeblaadjes kan als een vorm van hydromantie beschouwd worden.